# Southport FC
Southport FC is een voormalig betaaldvoetbalclub uit Southport, Merseyside, Engeland. De club is opgericht in 1881. Tussen 1921 en 1978 speelde de club in totaal 2200 wedstrijden in de Engelse Football League. Het stadion van Southport heet Haig Avenue, alwaar de club al meer dan honderd jaar haar thuiswedstrijden speelt. In 1978 lukte het de club niet te worden herkozen in de toenmalige Fourth Division. De club ging verder in de Northern Premier League, vanwaaruit het in 1993 promoveerde naar de hoogste non-league afdeling: de Football Conference. In 1998 beleefde de club een van haar hoogtepunten uit de recente geschiedenis. Voor het eerst in het bestaan van de club werd er op Wembley gespeeld. In de finale van de FA Trophy zagen ruim 10.000 supporters van Southport hun team met 1-0 verliezen van Cheltenham Town.
In 2005 was Southport de eerste club die kampioen werd in de nieuwe voetbalafdeling Conference North. Na twee seizoenen in de Conference National degradeerde de club terug. In het seizoen 2009/10 werd Southport kampioen in de Conference North, om in 2017 weer terug te degraderen.

## Belangrijkste prijzen
- Football League Fourth Division

1x Winnaar (1972/73)
1x Runner-up (1966/67)
- Conference North

2x Winnaar (2004/05, 2009/10)
- Northern Premier League

1x Winnaar (1992/93)
- Liverpool Senior Cup

10x Winnaar (1930/31, 1931/32, 1943/44, 1962/63, 1963/64, 1974/75, 1990/91, 1991/92, 1998/99, 2011/12)